# Чемпинь
Че́мпинь (пол. Czempiń) — город в Польше, входит в Великопольское воеводство, Косьцянский повят. Имеет статус городско-сельской гмины.

## История
В ходе второй мировой войны был оккупирован немецкими войсками и с осени 1939 до освобождения 24 января 1945 года находился в составе рейхсгау "Вартеланд".
В 1958 году на окраине городка Чемпинь была организована научно-исследовательская станция Польского союза охотников.